# USS Louisville (SSN-724)
Pour les autres navires du même nom, voir USS Louisville.
L'USS Louisville (SSN-724) est un sous-marin nucléaire d'attaque américain de classe Los Angeles nommé d'après Louisville au Kentucky. Il a été en service de 1986 à 2021.

## Histoire du service
Construit au chantier naval Electric Boat de Groton, sa quille a été posée le 16 septembre 1984. Lancé le 14 décembre 1985, il est armé le 28 octobre 1986 et retiré du service actif le 9 mars 2021.
Il a notamment participé à l'opération Desert Storm lors de la guerre du Golfe en 1991 et à l'opération liberté irakienne en 2003, durant laquelle il tira 16 missiles BGM-109 Tomahawk depuis la mer Rouge contre des cibles irakiennes.